# Stanley Andrews
Stanley Andrews (* 18. August 1891 in Chicago, Illinois als Stanley Martin Andrzejewski; † 23. Juni 1969 in Los Angeles, Kalifornien) war ein US-amerikanischer Schauspieler.

## Leben
Stanley Andrews wurde 1891 in Chicago, im US-Bundesstaat Illinois geboren. Er wuchs im Mittleren Westen auf und begann sein Berufsleben als Arbeiter, später diente er im Ersten Weltkrieg. Danach begann er seine Schauspielkarriere, er trat er auf der Bühne und im Radio auf. Von 1931 bis 1936 hatte er eine wiederkehrende Rolle als Daddy Warbucks in dem Radioprogramm Little Orphan Annie.
1933 folgte sein Spielfilmdebüt in dem Film Roman Scandals. In den folgenden Jahrzehnten trat er in über 250 Spielfilmen auf, wenngleich oftmals nur in kleineren Nebenrollen. Besonders oft spielte er im Westerngenre, wo er mitunter auch größere Aufgaben erhielt. Er trat in mehreren Filmen des Regisseurs Frank Capra auf, etwa in Mr. Deeds geht in die Stadt oder Ist das Leben nicht schön?, in letzterem Film schlägt er James Stewarts Hauptfigur ins Gesicht. Oftmals spielte er bodenständige oder authoritative Figuren, etwa Sheriffs, Polizisten, Schiffskapitäne, Ärzte, Offiziere oder Geschäftsleute.
Im US-Fernsehen wurde Andrews in diversen Westernserien eingesetzt, etwa in 17 Folgen von The Range Rider oder in sieben Folgen von The Lone Ranger (dabei spielte er unterschiedliche Figuren). Von 1952 bis 1964 war Andrews in seiner wohl bekanntesten Rolle in 294 Folgen der Fernsehserie Im Wilden Westen im Fernsehen zu sehen. Er spielte hierin den „alten Ranger“ („The Old Ranger“), der als Präsentator und Erzähler der im Wilden Westen spielenden Folgen fungiert. 1964 wurde er durch Ronald Reagan abgelöst, da man einen jüngeren Darsteller als Gesicht der Serie haben wollte. Danach zog sich der inzwischen über 70-jährige Andrews ins Privatleben zurück, sein filmisches Schaffen umfasst mehr als 380 Film- und Fernsehproduktionen.

## Filmografie
- 1933: Roman Scandals
- 1934: Ich kämpfe für dich (Evelyn Prentice)
- 1935: Licht im Dunkeln (Wings in the Dark)
- 1935: Nach Büroschluss (After Office Hours)
- 1935: All the King’s Horses
- 1935: Transient Lady
- 1935: Times Square Lady
- 1935: Oberarzt Dr. Monet (Private Worlds)
- 1935: It Happened in New York
- 1935: Mississippi
- 1935: The Call of the Savage
- 1935: Stolen Harmony
- 1935: Goin’ to Town
- 1935: Hold ’Em Yale
- 1935: Alias Mary Dow
- 1935: People Will Talk
- 1935: Die Farm am Mississippi (So Red the Rose)
- 1935: College Scandal
- 1935: Männer ohne Namen (Men Without Names)
- 1935: Der elektrische Stuhl (The Murder Man)
- 1935: Lockenköpfchen (Curly Top)
- 1935: Der Polizeibericht meldet … (Woman Wanted)
- 1935: She Gets Her Man
- 1935: Orchids to You
- 1935: Kreuzritter – Richard Löwenherz (The Crusades)
- 1935: Sein letztes Kommando (Annapolis Farewell)
- 1935: Here’s to Romance
- 1935: Anna Karenina
- 1935: Diamanten-Jim (Diamond Jim)
- 1935: Das Tal des Todes (Wanderer of the Wasteland)
- 1935: The Big Broadcast of 1936
- 1935: She Couldn’t Take It
- 1935: It’s in the Air
- 1935: 3 Kids and a Queen (Three Kids and a Queen)
- 1935: Peter Ibbetson
- 1935: Escape from Devil’s Island
- 1935: In Old Kentucky
- 1935: Nevada
- 1936: Dangerous Intrigue
- 1936: You May Be Next!
- 1936: Dangerous Waters
- 1936: Drift Fence
- 1936: Perlen zum Glück (Desire)
- 1936: Sutter's Gold
- 1936: Mr. Deeds geht in die Stadt (Mr. Deeds Goes to Town)
- 1936: Geheimnisvolle Passagiere (Florida Special)
- 1936: Counterfeit
- 1936: Parole!
- 1936: White Fang
- 1936: Texas Rangers (The Texas Rangers)
- 1936: The Devil Is a Sissy
- 1936: In His Steps
- 1936: Alibi for Murder
- 1936: Craig’s Wife
- 1936: Wild Brian Kent
- 1936: Der Held der Prärie (The Plainsman)
- 1936: Pennies from Heaven
- 1936: Let’s Make a Million
- 1936: Happy-Go-Lucky
- 1937: Find the Witness
- 1937: She’s Dangerous
- 1937: Devil’s Playground (The Devil’s Playground)
- 1937: A Doctor’s Diary
- 1937: John Meade’s Woman
- 1937: Nancy Steele Is Missing!
- 1937: Her Husband Lies
- 1937: The Man Who Found Himself
- 1937: The Last Train from Madrid
- 1937: Born Reckless
- 1937: Mein Leben in Luxus (Easy Living)
- 1937: High, Wide and Handsome
- 1937: Blonde Trouble
- 1937: Schiffbruch der Seelen (Souls at Sea)
- 1937: The Man Who Cried Wolf
- 1937: Doppelt oder Nichts (Double or Nothing)
- 1937: Die große Stadt (Big City)
- 1937: Dangerously Yours
- 1937: Madame X
- 1937: Maria Walewska (Conquest)
- 1937: Blossoms on Broadway
- 1937: She Married an Artist
- 1937: Checkers
- 1937: The Bad Man of Brimstone
- 1938: Der Freibeuter von Louisiana (The Buccaneer)
- 1938: Penitentiary
- 1938: The Lone Ranger
- 1938: Forbidden Valley
- 1938: When G-Men Step In
- 1938: Tip-Off Girls
- 1938: Cocoanut Grove
- 1938: Alexander’s Ragtime Band
- 1938: Three Comrades
- 1938: Speed to Burn
- 1938: I’ll Give a Million
- 1938: Piraten in Alaska (Spawn of the North)
- 1938: Lebenskünstler (You Can’t Take It With You)
- 1938: Juvenile Court
- 1938: Hold That Co-ed
- 1938: The Mysterious Rider
- 1938: Stablemates
- 1938: Prairie Moon
- 1938: The Lady Objects
- 1938: Adventure in Sahara
- 1938: Blondie
- 1938: Road Demon
- 1938: Die goldene Peitsche (Kentucky)
- 1938: Shine on Harvest Moon
- 1939: Homicide Bureau
- 1939: Pirates of the Skies
- 1939: Hotel Imperial
- 1939: First Offenders
- 1939: Der große Betrug (The Lady’s from Kentucky)
- 1939: Union Pacific
- 1939: Racketeers of the Range
- 1939: Andy Hardy Gets Spring Fever
- 1939: Drei Fremdenlegionäre (Beau Geste)
- 1939: Coast Guard
- 1939: Golden Boy
- 1939: Mr. Smith geht nach Washington (Mr. Smith Goes to Washington)
- 1939: Nenn mich Hilda (The Housekeeper’s Daughter)
- 1939: Geronimo, die Geißel der Prärie (Geronimo)
- 1939: Joe and Ethel Turp Call on the President
- 1939: Charlie McCarthy, Detective
- 1940: The Green Hornet
- 1940: The Man Who Wouldn’t Talk
- 1940: The Blue Bird
- 1940: Convicted Woman
- 1940: Little Old New York
- 1940: Die wunderbare Rettung (Strange Cargo)
- 1940: Johnny Apollo
- 1940: Maryland
- 1940: Im Zeichen des Zorro (The Mark of Zorro)
- 1940: Treck nach Utah (Brigham Young)
- 1940: Rote Teufel um Kit Carson (Kit Carson)
- 1940: Der Westerner (The Westerner)
- 1940: Colorado
- 1940: King of the Royal Mounted
- 1940: So You Won’t Talk
- 1940: Die Stunde der Vergeltung (The Son of Monte Cristo)
- 1941: Play Girl
- 1941: Hier ist John Doe (Meet John Doe)
- 1941: Banditenjagd in Colorado (In Old Colorado)
- 1941: Las Vegas Nights
- 1941: Charlie Chan auf dem Schatzsucherschiff (Dead Men Tell)
- 1941: Strange Alibi
- 1941: Time Out for Rhythm
- 1941: Lady Scarface
- 1941: Wild Geese Calling
- 1941: Man at Large
- 1941: Borrowed Hero
- 1942: The Bugle Sounds
- 1942: North to the Klondike (North to Klondike)
- 1942: Mr. and Mrs. North
- 1942: The Fleet’s In
- 1942: The Power of God
- 1942: Tal des Todes (Valley of the Sun)
- 1942: Piraten im karibischen Meer (Reap the Wild Wind)
- 1942: Canal Zone
- 1942: To the Shores of Tripoli
- 1942: Mississippi Gambler
- 1942: Die Königin vom Broadway (My Gal Sal)
- 1942: 10 Leutnants von West-Point (Ten Gentlemen from West Point)
- 1942: The Postman Didn’t Ring
- 1942: Der Major und das Mädchen (The Major and the Minor)
- 1942: Die Flotte bricht durch (The Navy Comes Through)
- 1942: Ritt zum Ox-Bow (The Ox-Bow Incident)
- 1943: Flucht in die Freiheit (Flight for Freedom)
- 1943: Crash Dive
- 1943: Daredevils of the West
- 1943: Ohne Rücksicht auf Verluste (Bombardier)
- 1943: It’s a Great Life
- 1943: Dixie
- 1943: The Adventures of a Rookie (Adventures of a Rookie)
- 1943: Riding High
- 1943: Canyon City
- 1943: Die Hölle von Oklahoma (In Old Oklahoma)
- 1943: True to Life
- 1944: Es geschah morgen (It Happened Tomorrow)
- 1944: Rosie the Riveter
- 1944: Follow the Boys
- 1944: The Hitler Gang
- 1944: Tucson Raiders
- 1944: Man from Frisco
- 1944: Sensationen für Millionen (Sensations of 1945)
- 1944: Mission im Pazifik (Wing and a Prayer)
- 1944: Atlantic City
- 1944: Das Korsarenschiff (The Princess and the Pirate)
- 1944: Vigilantes of Dodge City
- 1944: Faces in the Fog
- 1944: Musik für Millionen (Music for Millions)
- 1944: Sturzflug ins Glück (Practically Yours)
- 1944: Lake Placid Serenade
- 1945: Keep Your Powder Dry
- 1945: Between Two Women
- 1945: Der Weg nach Utopia (Road to Utopia)
- 1945: Code of the Lawless
- 1945: The Daltons Ride Again
- 1945: Trail to Vengeance
- 1945: Mann ohne Herz (Adventure)
- 1946: In Ketten um Kap Horn (Two Years Before the Mast)
- 1946: God’s Country
- 1946: The Hoodlum Saint
- 1946: Der Mann aus Virginia (The Virginian)
- 1946: Eine Falle für den Banditen (Bad Bascomb)
- 1946: Smoky, König der Prärie (Smoky)
- 1946: Mr. Ace
- 1946: Wake Up and Dream
- 1946: Bis die Wolken vorüberzieh’n (Till the Clouds Roll By)
- 1946: San Quentin
- 1946: Scared to Death
- 1946: Ist das Leben nicht schön? (It’s a Wonderful Life)
- 1947: California
- 1947: Endlos ist die Prärie (The Sea of Grass)
- 1947: Easy Come, Easy Go
- 1947: Die Todesreiter von Kansas (Trail Street)
- 1947: Michigan Kid
- 1947: Millie’s Daughter
- 1947: Abgekartetes Spiel (Framed)
- 1947: King of the Wild Horses
- 1947: High Barbaree
- 1947: Blaze of Noon
- 1947: Robin Hood of Texas
- 1947: Killer Dill
- 1947: Desire Me
- 1947: Brennende Grenze (The Fabulous Texan)
- 1947: Der Weg nach Rio (Road to Rio)
- 1948: Perilous Waters
- 1948: Der Rächer von Texas (Panhandle)
- 1948: The Man from Texas
- 1948: Geheimnis der Mutter (I Remember Mama)
- 1948: Docks of New Orleans
- 1948: Nur meiner Frau zuliebe (Mr. Blandings Builds His Dream House)
- 1948: Der beste Mann (State of the Union)
- 1948: The Dead Don’t Dream
- 1948: Best Man Wins
- 1948: Dieser verrückte Mr. Johns! (The Fuller Brush Man)
- 1948: Sinister Journey
- 1948: Jinx Money
- 1948: Silberkönig (Northwest Stampede)
- 1948: Der Superspion (A Southern Yankee)
- 1948: Wildfeuer, der schwarze Hengst (Black Stallion)
- 1948: Adventures of Frank and Jesse James
- 1948: My Dear Secretary
- 1948: Leather Gloves
- 1948: Cisco räumt auf! (The Valiant Hombre / The Daring Caballero)
- 1948: Sein Engel mit den zwei Pistolen (The Paleface)
- 1948: Pferdediebe am Missouri (Last of the Wild Horses)
- 1948: Der Richter von Colorado (The Man from Colorado)
- 1949: Your Show Time (Fernsehserie, Folge 1x01)
- 1949: Brothers in the Saddle
- 1949: Überfall auf Expreß 44 (The Last Bandit)
- 1949: Blondie’s Big Deal
- 1949: Fighting Fools
- 1949: Der Kampf um den Sonora-Pass (Roughshod)
- 1949: Banditen am Scheideweg (The Doolins of Oklahoma)
- 1949: Stern vom Broadway (Look for the Silver Lining)
- 1949: Trail of the Yukon
- 1949: Mit Pech und Schwefel (Brimstone)
- 1949: Cowboy-Gangster (Tough Assignment)
- 1949: Samson und Delilah (Samson and Delilah)
- 1949–1955: The Lone Ranger (Fernsehserie, sieben Folgen)
- 1950: The Traveling Saleswoman
- 1950: Der Nevada-Mann (The Nevadan)
- 1950: Flammendes Tal (Copper Canyon)
- 1950: Blonde Dynamite
- 1950: West of Wyoming
- 1950: Tyrant of the Sea
- 1950: Mule Train
- 1950: Ladung für Kapstadt (Cargo to Capetown)
- 1950: The Arizona Cowboy
- 1950: Lach und wein mit mir (Riding High)
- 1950: Outcast of Black Mesa (Outcasts of Black Mesa)
- 1950: Mississippi-Express (Rock Island Trail)
- 1950: Salt Lake Raiders
- 1950: Das Geheimnis der schwarzen Bande (Colt .45)
- 1950: Trigger, Jr.
- 1950: Streets of Ghost Town
- 1950: Across the Badlands
- 1950: Vorposten in Wildwest (Two Flags West)
- 1950: Where Danger Lives
- 1950: Under Mexicali Stars
- 1950: Short Grass
- 1950: Stage to Tucson
- 1950–1954: The Gene Autry Show (Fernsehserie, zehn Folgen)
- 1951: Al Jennings of Oklahoma
- 1951: Tal der Rache (Vengeance Valley)
- 1951: The Lemon Drop Kid
- 1951: Saddle Legion
- 1951: Grenzpolizei in Texas (The Texas Rangers)
- 1951: Silver Canyon
- 1951: Stars Over Hollywood (Fernsehserie, vier Folgen)
- 1951: Hollywood Opening Night (Fernsehserie, Folge 1x08)
- 1951: Hot Lead
- 1951: Utah Wagon Train
- 1951: The Cisco Kid (Fernsehserie, zwei Folgen)
- 1951: Superman and the Mole-Men
- 1951: The Adventures of Kit Carson (Fernsehserie, drei Folgen)
- 1951–1952: Racket Squad (Fernsehserie, zwei Folgen)
- 1951–1953: The Range Rider (Fernsehserie, 17 Folgen)
- 1952: Amos ‘n’ Andy (Fernsehserie, Folge 1x27)
- 1952: The Roy Rogers Show (Fernsehserie, Folge 1x02)
- 1952: Die größte Schau der Welt (The Greatest Show on Earth)
- 1952: Mann gegen Mann (Lone Star)
- 1952: Waco
- 1952: Chevron Theatre (Fernsehserie, Folge 1x11)
- 1952: Man from the Black Hills
- 1952: Talk About a Stranger
- 1952: Kansas Territory
- 1952: And Now Tomorrow
- 1952: Sabotage (Carson City)
- 1952: Thundering Caravans
- 1952: Space Patrol (Fernsehserie, Folge 2x25)
- 1952: Faustrecht in Minnesota (Woman of the North Country)
- 1952: Fargo
- 1952: Die Schönste von Montana (Montana Belle)
- 1952: Der Tiger von Utah (Ride the Man Down)
- 1952: Cowboy G-Men (Fernsehserie, 2 Folgen)
- 1952: Abbott und Costello (The Abbott and Costello Show, Fernsehserie, Folge 1x03)
- 1952: Stadt der Illusionen (The Bad and the Beautiful)
- 1952: The Living Bible (Fernsehserie, Folge 1x01)
- 1952–1954: Kleine Spiele aus Übersee (Fireside Theater, Fernsehserie, drei Folgen)
- 1952–1956: Sky King (Fernsehserie, vier Folgen)
- 1952–1964: Im Wilden Westen (Death Valley Days, Fernsehserie, 294 Folgen)
- 1953: The Ford Television Theatre (Fernsehserie, Folge 1x17)
- 1953: Superman – Retter in der Not (Adventures of Superman, Fernsehserie, Folge 1x23)
- 1953: Der neue Sheriff (Powder River)
- 1953: Canadian Mounties vs. Atomic Invaders
- 1953: Verwegene Gegner (Ride, Vaquero!)
- 1953: My Little Margie (Fernsehserie, Folge 2x34)
- 1953: Gefährliche Überfahrt (Dangerous Crossing)
- 1953: El Paso Stampede
- 1953: The Great Adventures of Captain Kidd
- 1953: Ihr Star: Loretta Young (Letter to Loretta, Fernsehserie, Folge 1x01)
- 1953: Treffpunkt Honduras (Appointment in Honduras)
- 1953: Those Redheads from Seattle
- 1953: Die schwarze Perle (All the Brothers Were Valiant)
- 1953–1954: Cavalcade of America (Fernsehserie, zwei Folgen)
- 1954: Karawane westwärts (Southwest Passage)
- 1954: Hopalong Cassidy (Fernsehserie, Folge 2x26)
- 1954: General Electric Theater (Fernsehserie, Folge 2x20)
- 1954: Eisenbahndetektiv Matt Clark (Stories of the Century, Fernsehserie, Folge 1x24)
- 1954: Duell in Socorro (Dawn at Socorro)
- 1954: Four Star Playhouse (Fernsehserie, Folge 3x10)
- 1954: Waterfront (Fernsehserie, Folge 1x19)
- 1954: The Steel Cage
- 1954–1955: The Adventures of the Falcon (Fernsehserie, zwei Folgen)
- 1954–1957: Annie Oakley (Fernsehserie, elf Folgen)
- 1955: Tal ohne Gesetz (Treasure of Ruby Hills)
- 1955: Science Fiction Theatre (Fernsehserie, Folge 1x06)
- 1955: Topper (Fernsehserie, zwei Folgen)
- 1955: Die Nacht ist voller Schrecken (The Night Holds Terror)
- 1955: The Man Behind the Badge (Fernsehserie, zwei Folgen)
- 1955: Drei gute Freunde (The Adventures of Champion, Fernsehserie, Folge 1x02)
- 1955: The Twinkle in God’s Eye
- 1955–1956: Die Texas Rangers (Tales of the Texas Rangers, Fernsehserie, vier Folgen)
- 1955–1956: Buffalo Bill jr. (Fernsehserie, sechs Folgen)
- 1955–1956: The Adventures of Wild Bill Hickok (Fernsehserie, zwei Folgen)
- 1955, 1957: Fury (Fernsehserie, zwei Folgen)
- 1955–1959: Rin Tin Tin (The Adventures of Rin Tin Tin, Fernsehserie, vier Folgen)
- 1956: Screen Directors Playhouse (Fernsehserie, Folge 1x20)
- 1956: Wyatt Earp greift ein (The Life and Legend of Wyatt Earp, Fernsehserie, Folge 1x32)
- 1956: Noch heute sollst du hängen (Star in the Dust)
- 1956: Bankraub in Mexiko (The Three Outlaws)
- 1956: Frontier Gambler
- 1956: Schieß oder stirb! (Gun for a Coward)
- 1956: Roy Bean, ein Richter im Wilden Westen (Fernsehserie, Folge 1x24)
- 1956–1957: Corky und der Zirkus (Circus Boy, Fernsehserie, drei Folgen)
- 1957: Reife Blüten (Untamed Youth)
- 1957: Casey Jones, der Lokomotivführer (Casey Jones, Fernsehserie, Folge 1x05)
- 1957: The Real McCoys (Fernsehserie, Folge 1x08)
- 1957: Playhouse 90 (Fernsehserie, Folge 2x16)
- 1957–1958: 26 Men (Fernsehserie, drei Folgen)
- 1957–1958: Maverick (Fernsehserie, zwei Folgen)
- 1958: Die Draufgänger von San Fernando (Cole Younger, Gunfighter)
- 1958: In brutalen Händen (Cry Terror!)
- 1960: Bat Masterson (Fernsehserie, Folge 2x20)